# Sa'dah (stad)
Sa'dah is een stad in Jemen en is de hoofdplaats van het gouvernement Sa'dah.
Bij de volkstelling van 2004 telde Sa'dah 49.422 inwoners.

## Bomaanslag
Op 2 mei 2008 vond in de stad een bomaanslag plaats aan de ingang van de Bin Salmanmoskee. Minsten vijftien mensen kwamen om en zeker 55 mensen raakten gewond.